# Boötherium bombifrons
Espèce
Bootherium bombifrons, connu aussi sous le nom de Bœuf musqué casqué, Boeuf musqué d’Harlan, ou encore Bœuf musqué des bois, est une espèce éteinte de Caprinae endémique de l’Amérique du Nord, qui faisait partie de la Mégafaune du Pléistocène. Cette espèce a disparu il y a environ 10 000 ans. Elle est apparentée au bœuf musqué actuel qui vit dans la toundra canadienne.

## Découverte
Le premier spécimen de Boeuf musqué d’Harlan fut découvert en 1809 à Big Bone Lick, dans le Kentucky, par une expédition supportée par Thomas Jefferson et fut décrit formellement pour la première fois en 1825 par Richard Harlan. Du fait du dimorphisme sexuel prononcé observé chez cette espèce, les fossiles découverts ultérieurement ont donné naissance à d’autres noms, en particulier Symbos cavifrons, qui ont longtemps rendu la taxonomie de cette espèce confuse.

## Description
Bootherium bombifrons était une espèce plus grande (jusqu’à 400 kg) et allongée que le Bœuf musqué actuel. Ses cornes se distinguent aussi par le fait qu’elles fusionnent au sommet du crâne, ce qui a donné le nom de l'espèce. Cette espèce était répandue du Texas à l’Alaska. L’apparence de ce bœuf musqué a été confirmée par la découverte d’un spécimen momifié retrouvé en 1940 à Fairbanks Creek, en Alaska.